# 9-11 (Noam Chomsky)
9-11 é uma coleção de ensaios e entrevistas de Noam Chomsky publicada pela primeira vez em novembro de 2001, após os ataques de 11 de setembro de 2001. A edição revisada de 2011, 9-11: Was There an Alternative?, inclui todo o texto do livro original, junto com um novo ensaio de Chomsky, "Was There an Alternative?".
A edição estendida do livro, publicado em setembro de 2011, inclui um novo ensaio de Chomsky que examina o impacto e as consequências da política externa dos Estados Unidos até o assassinato de Osama bin Laden em Abbottabad, no Paquistão, e reflete sobre o que poderia ter resultado se o crimes contra a humanidade cometidos em 11 de setembro fossem "tratados como crime, com uma operação internacional para prender os prováveis ??suspeitos".